# Internprissättning
Internprissättning är det pris som sätts på transaktioner inom ett företag. Grundläggande för internprissättning är att priserna ska sättas precis på samma sätt som om transaktionen sker mellan två av varandra oberoende företag. Orden internleverans och internprestation syftar på att något levereras från en del av organisationen till en annan; tre vanliga fall är när man levererar en vara, levererar en tjänst eller utnyttjar produktionsresurser som hör till en annan enhet. Internprissättning är en del av det som kallas ekonomistyrning.

## Metoder och modeller för internprissättning
Internprisättningen kan vara centraliserad eller decentraliserad. Decentraliserad förhandling där avdelningar agerar som egna företag kan lätt leda till konflikter och slöseri med resurser och är därför ovanligt. Centralstyrning utifrån matematiska modeller prövades på 60-talet. Senare har man även försökt med simulering. Gemensamt var att man tänkte att prissättningen skulle ge optimal resursallokering. Dock var dessa sätt att styra inte praktiska, numera är det oftare beteendeaspekter som är utgångspunkt för styrningen.
Fyra modeller för internprissättning är:
- Marknadsprissättning - En modell som kan användas om prestationen finns att köpa på marknaden. Modellen bygger på att man ser företagsenheten som fristående och kopplade till marknaden. Den lokale chefen har möjlighet att köpa från extern leverantör. Modellen anses har god styreffekt och vara den minst problematiska.[1] Om prestationen är unik kan det vara omöjligt att hitta en extern leverantör att jämföra med. Ett annat problem är att få in seriösa offerter från externa leverantörer, vilket kräver att man då och då måste göra externa köp. Det kan uppstå situationer med prisfall på konjunkturkänsliga varor och tjänster vilket gör att man kan riskera att outnyttjad intern produktionskapacitet. För att undvika suboptimering finns det ofta reglerat i policy om avdelningen är tvungen att köpa internt i första hand och hur stor prisskillnad som krävs för att få köpa externt.
- Kostnadsbaserad prissättning - Kostnadsbaserad internprissättning bedöms vara den vanligaste formen av internprissättning.[2] Denna modell kan antingen bygga på förkalkylerade kostnader eller faktiska kostnader. Kostnaden kan baseras på bidragskalkylering, självkostnadskalkylering, periodkalkylering eller aktivitetsbaserad kalkylering. En nackdel med att använda faktiska kostnader är att incitamenten för leverantören försvinner; alla rationaliseringar i den levererande enheten förbättrar den mottagande enhetens resultat samt att låg effektivitet hos den som levererar vältras över på mottagaren. Förkalkylerade standardkostnader kringgår detta problem.
- Tvåstegspris - En intern leverantörs kostnader är oftast både fasta och rörliga. Om man har en standardkostnad per enhet finns en risk att debiteringen blir för låg vid låga volymer och för hög vid höga. Tvåstegspris som motsvarar den fasta och rörliga delen av prestationens pris används för att lösa detta. Modellen innebär att man debiterar ett fast pris för tillgången till en viss produktionskapacitet och därutöver ett rörligt pris för det som faktiskt levereras.
- Tvåprissystem/kombinerat internprissättningssystem - Denna modell innebär att den levererande och den mottagande enheten har olika priser för prestationen och mellanskillnaden tas om hand centralt. Till exempel kan levererande enhet få betalt i marknadspris och den mottagande betala ett kostnadsbaserat pris. Nackdelen med tvåprissystem är att det är svåradministrerat och systemet används i  praktiken inte i särskilt stor utsträckning.[3]

### Fotnoter
1. ↑  Andersson (2013), s. 403
2. ↑  Andersson (2013), s. 405
3. ↑  Andersson (2013), s. 406